# Lista de termos islâmicos em árabe
Esta página contém alguns caracteres especiais e é possível que a impressão não corresponda ao artigo original.
Segue-se uma lista de termos islâmicos em árabe. São, em geral, de difícil tradução. As traduções costumam ser menos precisas que o termo árabe..

## Lista dos termos
Este artigo ainda está em construção. Adoptar-se-á a ordem alfabética segundo o alfabeto latino, para a transcrição da palavra (aportuguesamento, se quiserem).
- adabe أَدَب : palavra que conjuga vários significados relacionados com a ética, a polidez, a literatura no seu sentido mais nobre;
- ’adhân; adhan ou azan أَذَان : chamada para a oração;
- adl عَدْل : justiça ;
- akhira آخِرَة : a crença no além; o outro mundo, após a morte;
- Alcorão, Corão القرآن : o livro sagrado do Islã. Os muçulmanos creem que o Alcorão é a palavra literal de Deus (Alá) revelada ao profeta Mohammed. A palavra deriva do verbo árabe que significa declamar ou recitar; Alcorão é portanto uma "recitação" ou algo que deve ser recitado.
- âlim, ulemá عَالِم : sábio;sabedoria
- ’Allâh, Allah ou Alá أَللّٰه (mais comum : اللّٰه) : Deus. O termo é usado, com o mesmo sentido pelos cristãos de língua árabe;
- chahâda شَهَادَة : testemunho, profissão de fé (um dos cinco pilares do Islão) ;
- chaïkh, cheikh, cheik ou Xeque شَيْخ : ancião, chefe ;
- charî‘a, charia, xaria شَرِيعَة : lei, código jurídico tradicional das sociedades muçulmanas;
- chî‘a, chiita, xiita, chiismo, xiismo شِيعَة : relativo a uma das correntes do Islão (literalmente: "partido de Ali") ;
- chourâ شُورَى : tomada de decisão num conselho consultivo (senado) ;
- fana : extinção, aniquilação
- fard ou fardh فَرْض : aquilo a que a religião obriga. orar, por exemplo, é fard.
- fatwâ فَتْوَى : parecer jurídico emanado do mufti (um jurista muçulmano), de acordo com o fiqh - não é, obrigatoriamente, uma sentença de morte, como se pode pensar a partir de algumas notícias veiculadas pelos meios de comunicação social ocidentais ;
- fiqh فِقْه : conjunto de leis islâmicas; direito islâmico;
- fitra فِطْرَة : natureza das coisas e, mais especificamente o homem; presdisposição inata do homem para se dedicar ao conhecimento, à justiça, à beleza...
- hadj حَجّ : a peregrinação a Makkah (Meca), um dos cinco pilares do Islão ;
- hadîth, hádice حَدِيث : palavras e actos do Profeta Mohammed, consideradas como um exemplo a seguir pelos fiéis islâmicos;
- hâfiz حَافِظ : pessoa que conhece todos os versículos do Corão, de cor;
- ḥalāl, halal حلال : aquilo que é permitido pela religião, este termo é o antónimo de haram ;
- hanîf حَنِيف : "o verdadeiro crente" - aquele que crê na fé pura ou ortodoxia;
- ḥarām, haram حَرَام : aquilo que é defendido pela religião, tabu ;
- hijâb حِجَاب : traje das mulheres que professam o Islão, de forma a cumprir os preceitos de "decência" e modéstia do Islão; varia consoante os preceitos regionais;
- hijra, hégira هِجْرَة : emigração do profeta Mohammed e dos seus companheiros de Makkah (Meca) para Medina ;
- houdoud حُدُود : os limites que separam o que é permitido (direitos) (ḥalāl, halâl, حَلاَل) do que é proibido (harém, harém حَرَام) - relacionado com a punição devida a quem ultrapassa esses limites;
- ’ihrâm إِحْرام : preparação ritual para a peregrinação; veste branca ostentada por aqueles que cumprem a pequena ou a grande peregrinação;
- ’ijma‘ إجماع : consenso dos ulmás ou da umma no seu todo, a respeito de questões morais, religiosas ou jurídicas, não contempladas no Corão ou nos ahadith ;
- ’ijtihâd, ijtihad إِجْتِهَاد : raciocínios realizados para compreender o Corão e os ahadith ;
- ‘ilm عِلْم : a obrigação que o muçulmano tem de adquirir conhecimento (ciência) ;
- ’imâm, imam ou imã إِمَام : vocábulo que nem em árabe é alvo de um consenso, variando consoante os ramos do islamismo. O seu sentido original é o do homem que dirige as preces na mesquita; pode ser, no entanto, também, um líder religioso (literalmente : « aquele que está à frente ») ;
- Islão إِسْلَام : Submissão. O muçulmano está submetido à lei islâmica;
- ’isnâd إِسْنَاد : a cadeia de pessoas que transmitem um hadith ;
- ’isrâ’ إِسْرَاء : a viagem nocturna do profeta Mohammed ;
- istisla : « o que parece apropriado » ; método de resolução de problemas jurídicos que se apoia no interesse geral, quando os textos religiosos são omissos ou insuficientes para indicar uma solução;
- jâhiliyya جَاهِلِيَّ : "idade da ignorância" ; nome dada à época antes do surgimento do Islão;
- jihâd جِهَاد : Auto-exerção, guerra justa encetada pela causa do Islam.
- kâfir كَافِر : os infiéis, que não professam o islamismo;
- khalîfa, califa خَلِيفَة : sucessor do profeta, que nomeia e guia (ao mesmo tempo que é aconselhado) pelos ulemás;
- koufr : descrença, apostasia, rejeição da fé islâmica ;
- madhhab مَذْهَب : escola (e corrente intelectual) de pensamento jurídico, relcionada com a fé e a religião;
- madrasa مَدْرَسَة : em sentido lato, escola de ensino superior; em sentido restrito: escola corânica ;
- mahdi مَهْدِ : homem guiado por Alá ; entre os Xiitas, é uma figura escatológica próxima do Messias hebreu ;
- masjid, mesquita مَسْجِد : local comum de oração;
- Mirabe مِحْرَاب : nicho aberto em todas as mesquitas de forma a apontar para Makkah (Meca);
- Mimbar مِنْبَر : púlpito de uma mesquita, de onde se elevam as orações;
- mi‘râj مِعْرَاج : ascensão (literalmente : « escada ») de Mohammed aos céus; ver Lailat al Miraj; * muçulmano مُسْلِم : textualmente, « submisso ». O muçulmano submete-se ao Corão, a palavra de Alá ;
- nahw نَحْو : gramática ;
- qiyâs قِيَاس : analogia, parecer jurídico ou religioso feito por analogia com as regras já conhecidas;
- salah صَلَاة : a oração, um dos cinco pilares do Islão ;
- saum صَوْم : o jejum do mês do Ramadão, um dos cinco pilares do Islão ;
- sufî, sufismo صُوفِي : corrente mística do Islão (literalmente : « lã » da capa que os sufis envergam) ;
- suna سُنَّة : a segunda fonte doutrinal dos muçulmanos, a Suna é o exemplo do profeta ou a tradição da comunidade, constituída pelos ahadiths ;
- sunita, sunismo سُنِّيّ : « o exemplo » ; corrente sunita, maioritária no Islão ;
- tafsîr تَفْسِير : exegese, mais especificamente, do Corão ;
- taqlîd تَقْلِيد : imitação, ou seja, respeito, sem pôr em causa, pelos preceitos do direito islâmico;
- tajwîd تَجْوِيد : a forma considerada correcta de ler o Corão: usando a pronúncia e o estilo de leitura que se crê aproximar da forma como este foi revelado a Maomé;
- tarkîb تَرْكِيب : construção (de uma frase, por exemplo) ;
- tarîqa طَرِيقة : "caminho que se deve seguir"; Confraria de místicos sufis;
- tartîl تَرْتِيل : a forma lenta do tajwîd;
- tawhîd تَوْحِيد : monoteísmo, fé na unicidade de Deus;
- umma أُمَّة : a comunidade dos crentes; "a nação islâmica";
- umra عُمْرَة : peregrinação não obrigatória chamada às vezes peregrinação menor, sendo a Hajj a peregrinação maior (não faz parte dos cinco pilares do Islão) ;
- urf عُرْف : uma das características pretendidas durante a islamização: a aceitação dos costumes locais dos locais conquistados ;
- wadat al wujoud : unicidade da existência de Deus (Alá);
- zakāt : o tributo obrigatório, a caridade, um dos cinco pilares do Islão - significa, literalmente, "crescer" ou "aumentar"...